# Nazrán
Nazrán (del ruso: Назра́нь); en ingusetio: Наьсара, Näsara) es una localidad de la República de Ingusetia, Rusia. Fue llamada oficialmente Kosta-Jetagúrovo (en ruso: Коста-Хетагурово) durante 1944-1959 y fue capital de la república entre 1991-2000. En esa fecha, la capitalidad pasó a una nueva ciudad fundada expresamente para cumplir esta función, Magás, a 4 km de Nazrán. Es la ciudad más poblada de la república con 93 335 habitantes (censo de 2010).